# زباب عملاق
زباب عملاق (باللاتينية: Crocidura flavescens) هو نوع من الثدييات من عائلة الزبابات .